# Esens
Esens er en by og kommune i Landkreis Wittmund i den nordvestlige del af den tyske delstat Niedersachsen.
Historisk har området hørt til Harlingerland, der i 1600 blev en del af Grafschaft Ostfriesland. Siden 1885 har det hørt til Landkreis Wittmund, og den er administrationsby i Samtgemeinde Esens der blev oprettet i 1972.

## Geografi
Esens ligger oldenborgske-østfrisiske gestryk omkring 4 kilometer fra Nationalpark Niedersächsisches Wattenmeer. Byens omgivelser består af småbyer og bebyggelser . Fra havnen i landsbyen Bensersiel der ligger ud til Nordsøen er der færgeforbindelse til øen Langeoog. Landkreisens administrationsby Wittmund ligger omkring 16 kilometer mod sydøst og byen Aurich omkring 26 kilometer mod sydsydvest.

### Nabokommuner
Esens mod nordøst til kommunen Neuharlingersiel, mod sydøst til kommunen Stedesdorf, mod sydvest til Moorweg og mod vest Holtgast. Mod nord ligger Nordsøen og de Østfrisiske Øer Langeoog og Spiekeroog